# NGC 4868
NGC 4868 is een spiraalvormig sterrenstelsel in het sterrenbeeld Jachthonden. Het hemelobject werd op 17 maart 1787 ontdekt door de Duits-Britse astronoom William Herschel.

## Synoniemen
- UGC 8099
- MCG 6-29-4
- ZWG 189.8
- KUG 1256+375
- IRAS 12567+3734
- PGC 44557